# 티아나의 아폴로니오스
티아나의 아폴로니오스(고대 그리스어: Ἀπολλώνιος ὁ Τυανεύς; c. 15 – c. 100 CE)는 소아시아 카파도키아 로마 지방 티아나 마을의 그리스 신피타고라스주의 철학자이다. 약간은 확실히 그에 대해 알려져 있다. 그리스도의 시기에 1세기의 연사이자 철학자인 그는 신피타고라스 학파의 철학 체계에 일정 영향을 주었다고 한다. 3세기 당시 로마 제국의 소피스트 철학자 필로스트라토스는 그에 대한 전기를 저술하였다. 4세기에는 기독교인들에 의해 나사렛 예수와 비교되었다.

## 관련 서적
- Philostratus: Apollonius of Tyana. Letters of Apollonius, Ancient Testimonia, Eusebius’s Reply to Hierocles, ed. Christopher P. Jones, Harvard University Press, Cambridge (Mass.) 2006 (Loeb Classical Library no. 458), ISBN 0-674-99617-8 (Greek texts and English translations)
- Philostratus: The Life of Apollonius of Tyana, ed. Christopher P. Jones, vol. 1 (Books I–IV) and 2 (Books V–VIII), Harvard University Press, Cambridge (Mass.) 2005 (Loeb Classical Library no. 16 and no. 17), ISBN 0-674-99613-5 and ISBN 0-674-99614-3 (Greek text and English translation)
- Philostratos (지은이). Frederick Conybeare. 박지호 (옮긴이). 2019년. 티아나의 아폴로니우스 I. 썬탈북스.
- Philostratos (지은이). Frederick Conybeare. 박지호 (옮긴이). 2019년. 티아나의 아폴로니우스 II. 썬탈북스.

## 같이 보기
- 그리스도 인물
- 그리스도 신화론

## 자료
- Jaap-Jan Flinterman: Power, Paideia and Pythagoreanism, Amsterdam 1995, ISBN 90-5063-236-X
- Maria Dzielska: Apollonius of Tyana in Legend and History, Rome 1986, ISBN 88-7062-599-0
- Graham Anderson: Philostratus. Biography and Belles Lettres in the Third Century A.D., London 1986, ISBN 0-7099-0575-0
- James A. Francis: Subversive Virtue. Asceticism and Authority in the Second-Century Pagan World, University Park (PA) 1995, ISBN 0-271-01304-4
- C.P. Cavafy: "The Collected Poems: If Truly Dead" Translated by Aliki Barnstone, ISBN 0-393-06142-6
- 본 문서에는 현재 퍼블릭 도메인에 속한 브리태니커 백과사전 제11판의 내용을 기초로 작성된 내용이 포함되어 있습니다.